# Jehanabad
Jehanabad (o Jahanabad) è una suddivisione dell'India, classificata come municipality, di 81.723 abitanti, capoluogo del distretto di Jehanabad, nello stato federato del Bihar. In base al numero di abitanti la città rientra nella classe II (da 50.000 a 99.999 persone).

## Geografia fisica
La città è situata a 25° 13' 0 N e 84° 58' 60 E e ha un'altitudine di 54 m s.l.m..

## Società

### Evoluzione demografica
Al censimento del 2001 la popolazione di Jehanabad assommava a 81.723 persone, delle quali 43.992 maschi e 37.731 femmine. I bambini di età inferiore o uguale ai sei anni assommavano a 13.340, dei quali 7.135 maschi e 6.205 femmine. Infine, coloro che erano in grado di saper almeno leggere e scrivere erano 51.464, dei quali 30.942 maschi e 20.522 femmine.